# Mount Malfait
Mount Malfait är ett berg i Antarktis. Det ligger i Östantarktis. Nya Zeeland gör anspråk på området. Toppen på Mount Malfait är 2 080 meter över havet, eller 131 meter över den omgivande terrängen. Bredden vid basen är 1,3 km.
Terrängen runt Mount Malfait är varierad. Trakten är obefolkad. Det finns inga samhällen i närheten.